# Hygrosoma petersi
Hygrosoma petersi är en sjöborreart. Hygrosoma petersi ingår i släktet Hygrosoma och familjen Echinothuriidae. Inga underarter finns listade i Catalogue of Life.